# Instituto-Escuela

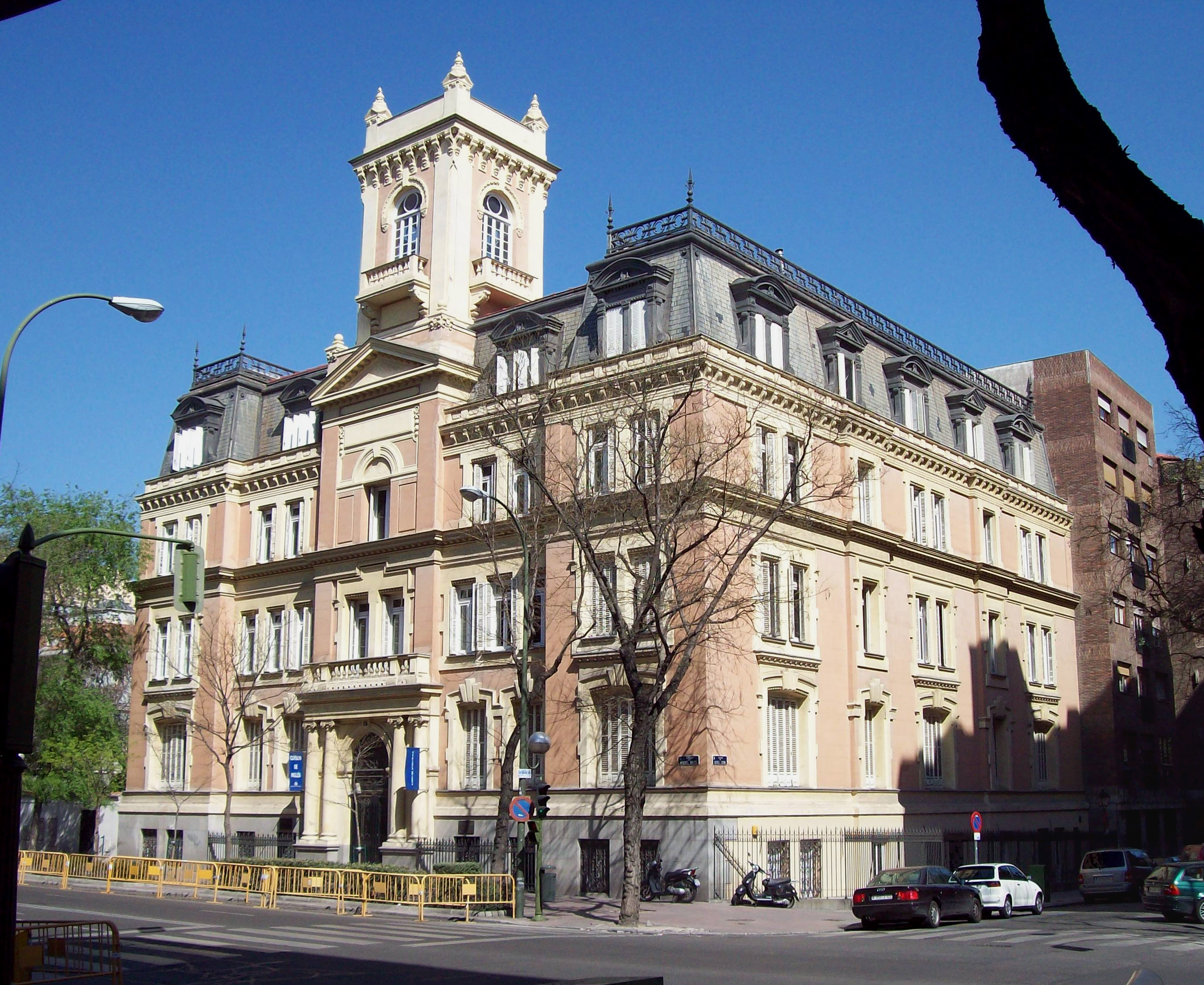
Siège historique de l'Instituto-Escuela, rue Miguel Ángel à Madrid (aujourd'hui immeuble de l'Instituto Internacional).

L'Instituto-Escuela est une institution éducative progressiste espagnole fondée à Madrid en 1918, liée à l'Institution libre d'enseignement et à la pédagogie européenne la plus avancée de son époque. 
Son objectif est de former les professeurs aux méthodes pédagogiques modernes.
Elle est liée étroitement à d'autres institutions universitaires telles la Résidence d'Étudiants et la Residencia de Señoritas de Madrid.

## Professeurs notables
- Francisco Barnés (histoire)

- José Camón Aznar (histoire de l'art)
- María Zambrano (philosophie)
- Enrique Lafuente Ferrari (histoire de l'art)
- Felisa Martín Bravo (météorologie)
- María del Carmen Martínez Sancho (mathématiques)
- Elena Paunero Ruiz (botanique)
- María Teresa Toral Peñaranda (chimie)
- Rafael Benedito Vives (musique)
- Francisco Benítez Mellado (peinture)
- Isabel García Lorca (lettres)
- Teresa Andrés Zamora (géographie)

## Élèves notables
- Julio Caro Baroja (anthropologue)
- José Ortega Spottorno (fondateur du journal El País)
- Carmen Bravo-Villasante (écrivaine)
- Aurora Villa (sportive et ophtalmologue)
- Matilde Ucelay Maortua (première architecte espagnole)
- Carmen de Zulueta Cebrián (professeure à Harvard)
- Aurora Bautista (actrice)
- Maria Casarès (actrice)
- María del Carmen García Lasgoity (actrice)
- Alma Tapia (dessinatrice)